# Werdau
Werdau – miasto we wschodnich Niemczech, w kraju związkowym Saksonia, w okręgu administracyjnym Chemnitz, w powiecie Zwickau (do 31 lipca 2008 siedziba powiatu Zwickauer Land), nad rzeką Pleiße. Liczy ok. 22,8 tysiąca mieszkańców (2009).
Działa tu przemysł włókienniczy, taboru kolejowego, precyzyjny oraz maszynowy.
Z Werdau pochodzi Dana Glöß, niemiecka kolarka torowa.

## Współpraca
Miejscowości partnerskie:
- Kempen, Nadrenia Północna-Westfalia
- Röthenbach an der Pegnitz, Bawaria

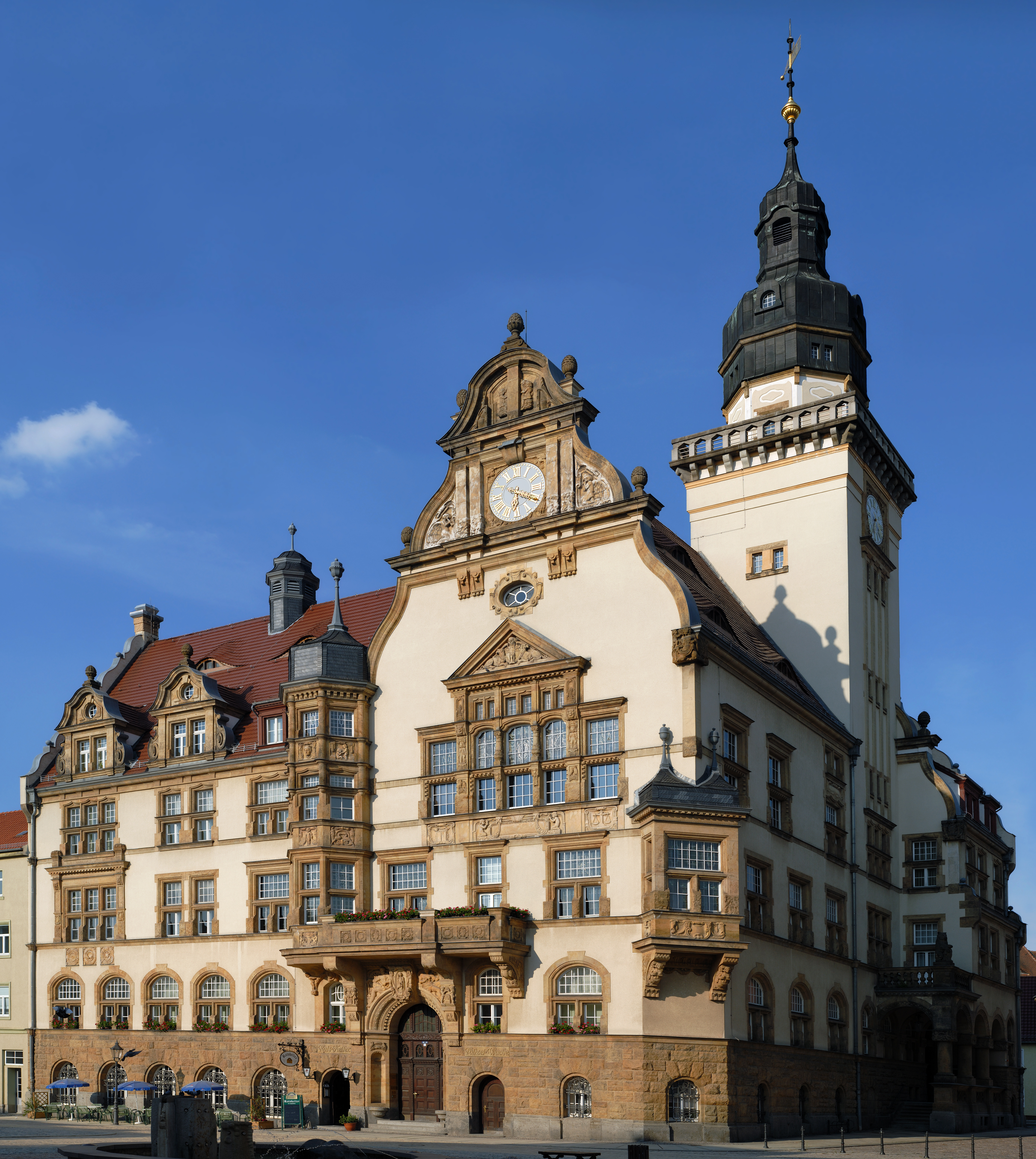
Ratusz